# Dvori (Chorwacja)
Dvori – wieś w Chorwacji, w żupanii istryjskiej, w gminie Kaštelir-Labinci. W 2011 roku liczyła 51 mieszkańców.